# Eimeldingen
Eimeldingen è un comune tedesco di 2 285 abitanti, situato nel land del Baden-Württemberg.